# Private Raumfahrt
Als private Raumfahrt werden Flüge im Weltraum bezeichnet, die von nichtstaatlichen Organisationen beauftragt oder durchgeführt werden. Heutzutage bieten viele kommerzielle Transportunternehmen rund um die Welt Startdienste in den Weltraum für private und staatliche Kunden an. 

## Geschichte der privaten Raumfahrt

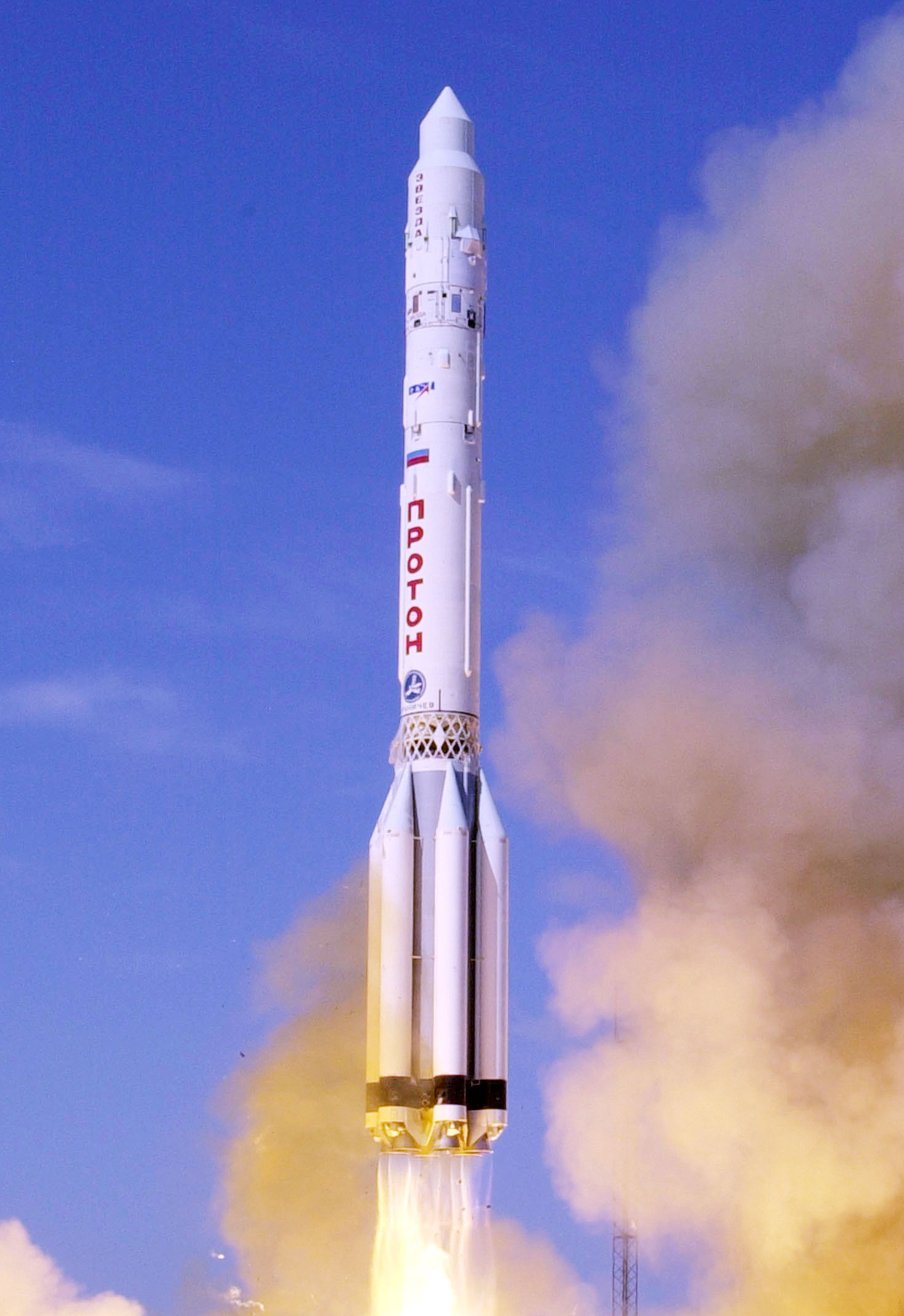
Start einer Proton-Rakete

Während der frühen Jahre des Raumfluges hatten nur Staaten die Ressourcen, Weltraumfahrzeuge zu entwickeln, zu bauen und zu betreiben. Sowohl die US-amerikanische als auch die sowjetische Raumfahrt nutzten Militärpiloten als Astronauten oder Kosmonauten. In dieser Phase waren für kommerzielle Unternehmen keine Weltraumstarts verfügbar, und keine private Organisation war in der Lage, Weltraumstarts anzubieten. Später waren private Organisationen in der Lage, sowohl Weltraumstarts zu buchen, zu kaufen und auch selbst auszuführen. Dies war der Beginn der privaten Raumfahrt.
Die private Raumfahrt ist ein wachsendes Geschäftsfeld.  Die Trend zur stärkeren und aktiveren Rolle der privaten Raumfahrt wird auch mit dem Schlagwort NewSpace bezeichnet. Demgegenüber bezeichnet man die traditionellen, eher von staatlichen Akteuren ausgehende Raumfahrt auch als OldSpace.

### Unbemannte Raumfahrt
2005 gab es insgesamt 18 kommerzielle Anbieter und 37 nichtkommerzielle Möglichkeiten für Transportdienstleistungen in den Weltraum.

#### USA
Ein US-Gesetz von 1962 eröffnete den Weg für kommerzielle Konsortien, Satelliten in Privatbesitz zu haben und zu betreiben, obwohl diese damals noch von staatlichen Raketen ins Weltall befördert wurden.
Bis zur Challenger-Katastrophe 1986 war es die Politik der Vereinigten Staaten, dass die NASA der Lieferant für Weltraumtransportkapazitäten sein solle. Anfangs subventionierte die NASA Satellitenstarts mit der Absicht, den Shuttle-Dienst auf einer Langzeitbasis zu fördern.
Am 30. Oktober 1984 unterzeichnete der US-Präsident Ronald Reagan den Commercial Space Launch Act. Dieses Gesetz vereinfachte den Zugang privater Unternehmen zu Raumfahrt- und Weltraumtechnologie und ermöglichte der amerikanischen Industrie, Raketen und Startplätze zu betreiben, ohne auf die NASA angewiesen zu sein.
Am 5. November 1990 unterzeichnete Präsident George H. W. Bush das Launch Services Purchase Act (Gesetz zum Kauf von Weltraumstarts).
1996 wählte die U.S. Air Force im Rahmen des Programms Evolved Expendable Launch Vehicles (EELV, „weiterentwickelte Einwegstartfahrzeuge“) Lockheed Martin und Boeing als Dienstleister für Startaufträge aus. Die beiden Unternehmen betrieben dazu die Raketen Atlas V und Delta IV.
Im Jahre 1997 wurden von den Startplätzen in Florida erstmals mehr kommerzielle als staatlich beauftragte Raketenstarts durchgeführt.
Im Dezember 2004 unterzeichnete US-Präsident George W. Bush ein Gesetz zur Förderung der Entwicklung einer kommerziellen US-Raumflugindustrie.
Aufgrund einer schwachen Nachfrage nach EELV-Starts gründeten Lockheed Martin und Boeing im Jahre 2005 das Joint Venture United Launch Alliance, um gemeinsam den Startdienst für die amerikanische Regierung zu betreiben. Diese Monopolisierung führte bis in die 2010er Jahre zu einem starken Anstieg der Startkosten für US-Regierungsaufträge, der erst durch die Konkurrenz durch das neue Privatunternehmen SpaceX gestoppt wurde.
Am 18. Januar 2006 kündigte die NASA eine Gelegenheit für kommerzielle Unternehmen an, orbitale Transporte zu tätigen. Die NASA plante, mehr als 500 Millionen US-Dollar bis 2010 zu investieren, um den Transport zur Internationalen Raumstation zu betreiben. Dies war insofern eine größere Herausforderung, da Präzision und Rendezvousfähigkeiten mit einem anderen Raumfahrzeug gefordert war.
Am 18. August 2006 kündigte die NASA an, dass die Unternehmen SpaceX und Rocketplane Kistler die beiden Gewinner der Phase I des COTS-Programms seien.
Die erfolgreiche Premiere für das Unternehmen SpaceX gab es dann am 22. Mai 2012: Im Rahmen der Mission, die bis zum 31. Mai dauerte, fand der erste Flug eines Dragon-Raumschiffs zur ISS statt. Das Raumschiff transportierte 520 kg Fracht zur ISS und landete mit über 600 kg an nicht mehr benötigten Ausrüstungsgegenständen wieder auf der Erde.
Die private Raumfahrt wird in der Öffentlichkeit von den drei Milliardärs Unternehmen Virgin Galactic von Richard Branson, SpaceX von Elon Musk, sowie Blue Origin von Jeff Bezos dominiert.

#### Europa
Am 26. März 1980 schuf die französische Raumfahrtbehörde CNES unter der Beteiligung der Unternehmen, die die Ariane-Raketen produzieren, Arianespace, ein teilweise privat gehaltenes Weltraumunternehmen. Arianespace kauft und vermarktet die Familie der Ariane-Raketen. Die Entwicklung der Raketen erfolgt im Auftrag der Europäischen Weltraumagentur unter der Führung der CNES. 1995 startete Arianespace ihren 100. Satelliten in die Umlaufbahn, und 1997 hatte Arianespace ihren 100. Raketenstart.

#### Russland
Eines der ersten russischen privaten Raumfahrtprojekte war 1992 das Raumfahrtprojekt Europe America 500.
Der russische Staat verkaufte 1994 Anteile an seinem größten Raumfahrtkonzern RKK Energija an private Investoren.
Seit 1995 vermarktet International Launch Services die Proton-Rakete des russischen Herstellers GKNPZ Chrunitschew, während die Sojus-Rakete über Starsem vermarktet wird. Energia baut die Sojus-Rakete und besitzt die Mehrheit am Sea-Launch-Projekt, das die ukrainische Zenit-Rakete betreibt.

### Bemannte Raumfahrt
Die bislang einzigen Privatpersonen, die ihren Raumflug selbst finanzierten, flogen als Weltraumtouristen mit russischen Sojus-Raumschiffen zur ISS. Alle Privatpersonen, die vor Dennis Tito in den Weltraum geflogen waren, waren von ihren nationalen Regierungen unterstützt worden, beispielsweise der US-Kongressabgeordneten Bill Nelson, der im Januar 1986 mit der Columbia geflogen war, und der japanische Fernsehreporter Toyohiro Akiyama, der 1990 die Raumstation Mir besucht hatte.
Um Privatinvestitionen in die Entwicklung von Raumfahrttechnologie zu fördern, wurde 1996 der Ansari X-Prize gestiftet. Am 21. Juni 2004 fand im Rahmen dieses Wettbewerbs ein suborbitaler Testflug des SpaceShipOne statt – der erste bemannte Weltraumflug in einem privat entwickelten und betriebenen Raumfahrzeug. Es folgten zwei weitere Suborbitalflüge mit Testpiloten. Das Projekt wird mittlerweile von dem Unternehmen Virgin Galactic mit dem Gleiter SpaceShipTwo fortgesetzt, das allerdings nicht mehr die „Weltraumgrenze“ in 100 Kilometern Höhe erreicht.
Der erste bemannte Orbitalflug eines privat entwickelten und betriebenen Raumfahrzeugs ereignete sich von Mai bis August 2020; im Auftrag der NASA flog eine Dragon-Raumkapsel des Unternehmens SpaceX die ISS an. Auch die Entwicklung des Raumschiffs war überwiegend von der Raumfahrtbehörde finanziert worden.

## Internationale Konsortien
2003 bildeten Arianespace, Boeing Launch Services und Mitsubishi Heavy Industries die Launch Services Alliance.
Inzwischen gibt es mehrere Unternehmen für privat finanzierte Raumfahrt, die auch staatlichen Raumfahrtbehörden Dienste anbieten, z. B. ispace und Astrobotic.

## Belege
1. ↑  Matteo Tugnoli, Martin Sarret, Marco Aliberti: European Access to Space: Business and Policy Perspectives on Micro Launchers. Springer, 2018, ISBN 978-3-319-78960-6 (google.com [abgerufen am 5. August 2023]).
2. ↑  Weltraumforschung: Neue Raumfahrt im alten Europa. Abgerufen am 5. August 2023.
3. ↑  Federal Aviation Administration: Commercial Space Transportation: 2005 Year In Review. (PDF; 430 kB) Abgerufen am 23. September 2008.
4. ↑  US-Kongress: Setting Space Transportation Policy for the 1990s. (PDF; 6 MB) Archiviert vom Original am 27. Juni 2009; abgerufen am 22. September 2008.
5. ↑  Statement on Signing the Commercial Space Launch Act. Abgerufen am 22. September 2008.
6. ↑  Sec 2465d – Requirement to procure commercial launch services. In: law.justia.com. Abgerufen am 22. September 2008.
7. ↑  United States National Academy of Sciences: Streamlining Space Launch Range Safety - Executive Summary. Abgerufen am 22. September 2008.
8. ↑  House Approves  H.R. 3752, The Commercial Space Launch Amendments Act of 2004. House Committee on Science, Space, and Technology, archiviert vom Original (nicht mehr online verfügbar) am 4. Januar 2013; abgerufen am 23. September 2008 (Pressemeldung).  Info: Der Archivlink wurde automatisch eingesetzt und noch nicht geprüft. Bitte prüfe Original- und Archivlink gemäß Anleitung und entferne dann diesen Hinweis.
9. ↑  spaceref.com: Boeing, Lockheed Martin to Form Launch Services Joint Venture. Archiviert vom Original (nicht mehr online verfügbar) am 9. Dezember 2012; abgerufen am 22. September 2008.  Info: Der Archivlink wurde automatisch eingesetzt und noch nicht geprüft. Bitte prüfe Original- und Archivlink gemäß Anleitung und entferne dann diesen Hinweis.
10. ↑  spaceref.com: NASA Seeks Proposals for Crew and Cargo Transportation to Orbit. Abgerufen am 22. September 2008.
11. ↑  NASA: NASA Invests in Private Sector Space Flight with SpaceX, Rocketplane-Kistler. Abgerufen am 23. September 2008.
12. ↑  COTS-2 Mission Press Kit. (PDF; 6 MB) SpaceX, abgerufen am 19. Mai 2012 (englisch).
13. ↑  Arianespace: Milestones. Archiviert vom Original am 18. September 2008; abgerufen am 22. September 2008.
14. ↑  "Der Flug des weißen Hasen", ZEIT online 27. November 2022, abgerufen am 15. Februar 2023.